# Johann Gottfried Seume
Johann Gottfried Seume, född 29 januari 1763 i Poserna, Kursachsen, död 13 juni 1810 i Teplitz, Böhmen, var en tysk författare, främst känd för sin reseskildring Spaziergang nach Syrahus (publicerad 1803), som redogör för hans resa till Syrakusa 1801/1802. I Mein Sommar 1805 (publicerad 1806) berättar han om sin resa genom Ryssland, Finland, Sverige och Danmark 1805. 

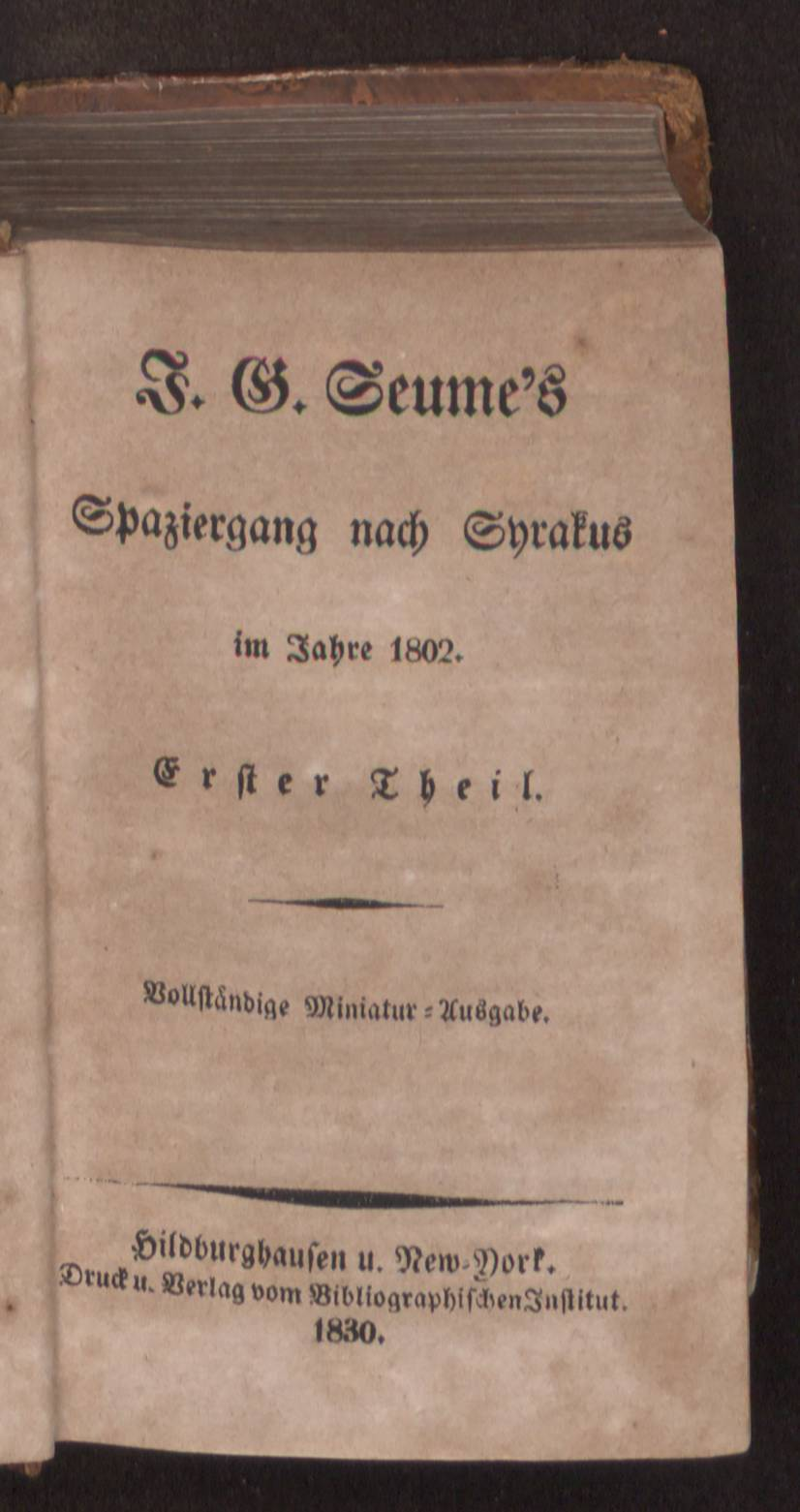
Spaziergang nach Syrakus im Jahre 1802, 1830-1841

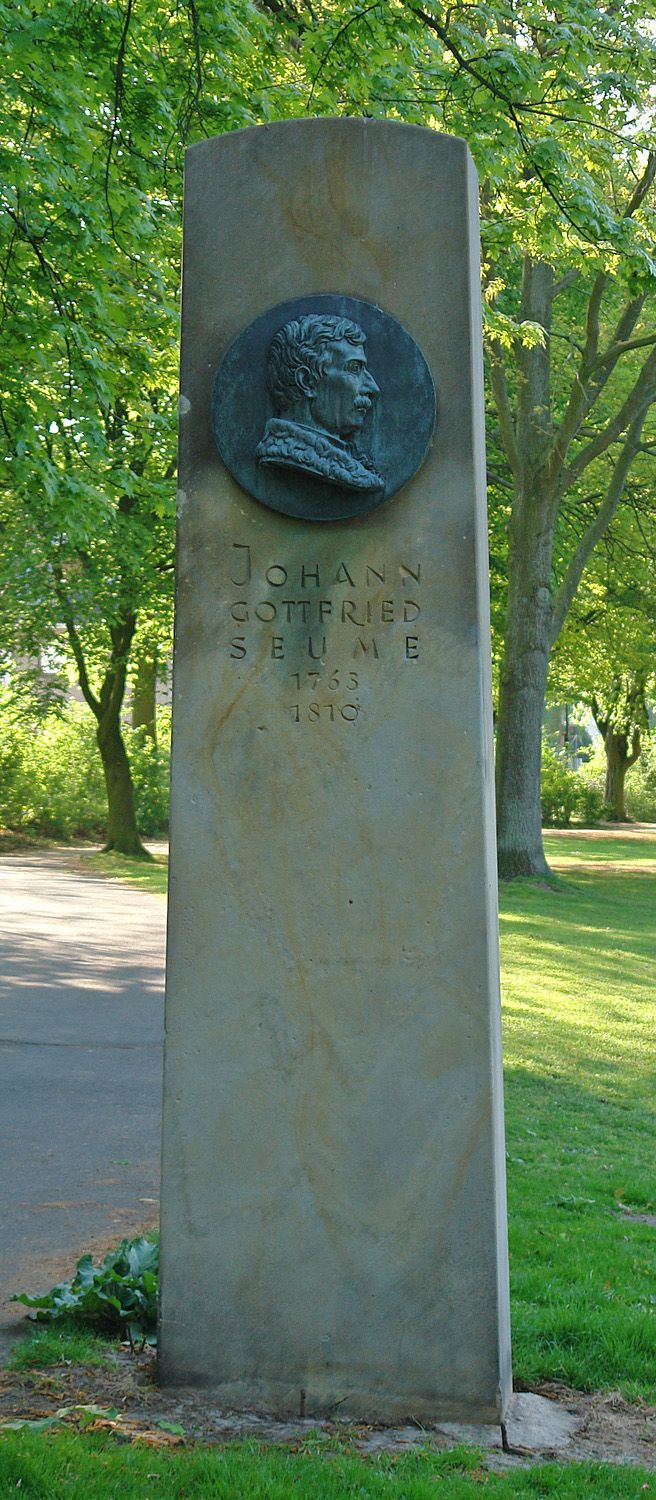
Minnesmonument i Bremen.

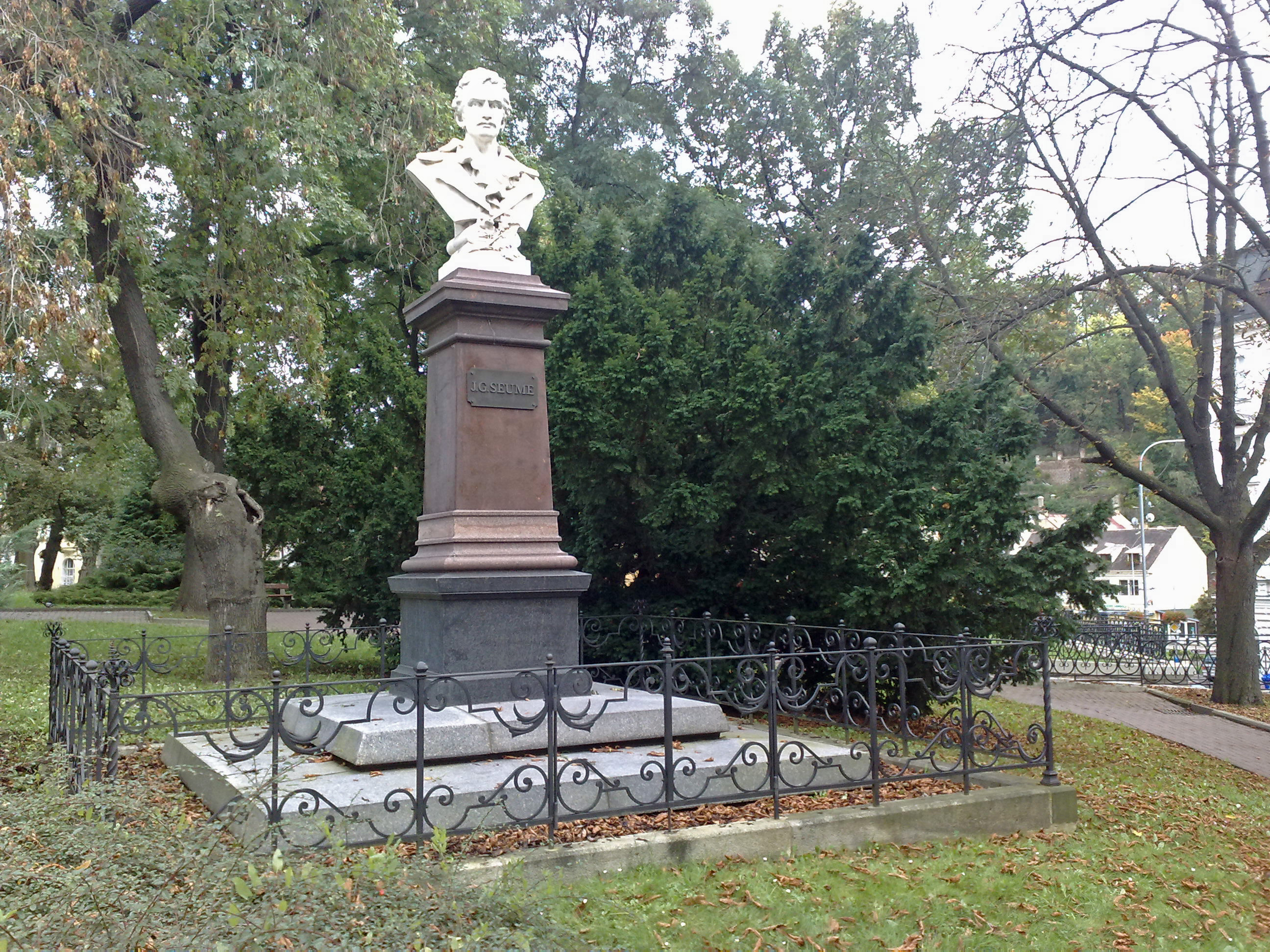
Minnesmonument i Teplice.

Sina intryck från resorna beskrev Seume noggrant och nyktert, och han hade en särskild blick för de specifika sociala, ekonomiska och politiska förhållandena. Då han tidigare i livet tvingats tjänstgöra som soldat (och bland annat för Englands räkning blev sänd till amerikanska självständighetskriget, dock utan att delta i strider), var han en förespråkare för individers och folkgruppers rättigheter.